# Anthrobia monmouthia
Anthrobia monmouthia là một loài nhện trong họ Linyphiidae.
Loài này thuộc chi Anthrobia. Anthrobia monmouthia được Tellkampf miêu tả năm 1844.